# Mahesh Chandra Mehta
Mahesh Chandra Mehta est un avocat d'Intérêt public indien. Il a remporté à lui seul de nombreux jugements historiques de la Cour suprême de l'Inde depuis 1984, notamment l'introduction d'essence sans plomb en Inde et la réduction de la pollution industrielle qui pollue le Gange et érode le Taj Mahal. Il a reçu le Goldman Environmental Prize en 1996 pour ses combats continus devant les tribunaux indiens contre les industries polluantes.
Il a reçu le prix Ramon Magsaysay pour l'Asie pour la fonction publique en 1997. Le gouvernement indien lui a décerné l'honneur civil du Padma Shri en 2016. Il est administrateur de People for Animals.